# ドーバー洋酒貿易
ドーバー洋酒貿易株式会社（ドーバーようしゅぼうえき）は、日本の洋酒輸入、製造メーカー。洋酒の直輸入は10か国33社より約250種類にのぼり、自社製造の洋酒も約250種類になる。製菓用洋酒の品ぞろえの豊富さは世界でも類をみない。ドーバー洋酒貿易の製菓用洋酒は日本国内の洋菓子店の8割以上で使用されている。
社名はドーバー海峡に由来する。
製造部門の子会社ドーバー酒造についても本項に記す。

## 沿革
和田泰冶は日本大学を卒業後、当時は東証二部上場していたモロゾフ酒造に就職し、営業職を勤めていた。洋菓子コンクールの会場で見た菓子職人の世界に触れて衝撃を受け、製菓用の洋酒を取り扱うべく社内を奔走していたところ、1968年にモロゾフ酒造は会社更生法の適用となってしまう。
実業家だった父の勧めもあって、1969年に製菓用洋酒を取り扱う和田商事を立ち上げる。
- 1969年（昭和44年）10月 - 創業者・和田泰治により、東京都目黒区にドーバー洋酒貿易株式会社設立。
- 1970年（昭和45年）3月 - ドーバー洋酒貿易株式会社創業。
- 1978年（昭和53年）12月 - 創業者・和田泰治によってドーバー酒造株式会社設立。
- 1980年（昭和55年）11月 - 神奈川県厚木市に「ドーバー酒造 神奈川厚木工場」竣工。
- 1988年（昭和63年）4月 - 「大阪支店」開設。
- 1993年（平成5年）10月 - 「仙台事務所」開設。
- 1994年（平成6年）10月 - 兵庫県中町に「ドーバー酒造 西神戸工場」竣工。
- 1996年（平成8年）2月 - 東京都渋谷区に本社社屋竣工。
- 2002年（平成14年）1月 - 大阪市淀川区に関西支店社屋竣工。
- 2005年（平成17年）9月 - 兵庫県三田市テクノパーク内に「ドーバー酒造 神戸三田工場」竣工。
- 2011年（平成23年）5月 - 軽井沢ブルワリー株式会社創業[4]。
- 2014年（平成26年）2月 - 東京都渋谷区に本社アネックス竣工。
- 2020年（令和2年）7月 - 神戸三田工場・神奈川厚木工場、両工場において国際規格「FSSC 22000」取得。

## ドーバー酒造
ドーバー酒造は自社ブランドの洋酒の醸造、直輸入洋酒のボトリング製造を行う子会社。1978年12月に設立。兵庫県三田市テクノパーク、神奈川県厚木市に工場がある。
アルコール消毒液の製品である「パストリーゼ77」の製造でも知られる。
2022年12月2日、神戸三田工場において、ブランデーのタンクを洗浄した水を下水道に送るポンプに不具合が生じ、タンクを洗浄した水が道路側溝などを伝って武庫川に流出した結果、下流にある県営三田浄水場で基準値を超えるエタノール（アルコール）が検出された。この影響で神戸、三田、丹波篠山、三木、小野、加東、西脇市の7市の受水する自治体への給水が長時間止まった。

### パストリーゼ77
パストリーゼ77は1986年にホテルやケーキ屋などの業者向けに開発されたアルコール消毒液の商品。商品名の「77」はアルコール度数が77%（77度）であることに由来している。一般的なアルコール消毒液は、人間が飲用しないよう添加物が加えられていたり処理されているが（2-プロパノール#酒税回避参照）、パストリーゼ77は酒造免許によって製造しているため飲用も可能である。
開発のきっかけは、当時、生クリームのパックの外についた結露による水滴がボウルに入ったことで生クリームから大腸菌が検出される事件が起きたことによる。製菓業界からの要望に副って、アルコール除菌スプレーに開発を行った。
醸造アルコールと純水を使用し、カテキンによる抗菌、抗ウイルス性に優れる。食品にも直接かけて消毒できるほか、ペットを飼っている家庭でも使えるといったことから、2018年には『菌も汚れもひと吹きで解消! 1本で家じゅうすっきり! 最強アルコールスプレー 魔法のパストリーゼ』（扶桑社、ISBN 978-4594613150）という使い方の指南本も発売されている。南極観測隊の指定商品にも選ばれている。2003年台湾におけるSARSの流行の際に日本でも、パストリーゼ77の効能が話題となった。その後、新型コロナウイルス感染症の世界的流行 (2019年-)もあり、一般向けにも高い人気を集めるようになってきている。
商品のボトルデザインは2019年度にグッドデザイン賞を獲得している。

## 軽井沢ブルワリー
クラフトビールを製造する子会社。2011年創業で、同年開館した軽井沢千住博美術館で『星のふる夜にWhen Stardust Falls…』に感銘を受けた和田は、「THE軽井沢ビール」のパッケージ画に千住博の絵を採用している。